# Тала-Ишинская
Тала-Ишинская — река в России, протекает в Красногорском районе Алтайского края. Длина реки составляет 11 км. В нижнем течении теряется в болоте в 15 км по правому берегу реки Иша.
Притоки — Тала-Карагужинская (левый), Змеиный (правый), Ишинская (правый).

## Данные водного реестра
По данным государственного водного реестра России относится к Верхнеобскому бассейновому округу, водохозяйственный участок реки — Катунь, речной подбассейн реки — Бия и Катунь. Речной бассейн реки — (Верхняя) Обь до впадения Иртыша.
Код водного объекта — 13010100312115100007487.